# Erythromachus leguati
Erythromachus leguati е изчезнал вид птица от семейство Rallidae.

## Разпространение
Видът е разпространен в Мавриций.